# Eucaphila vulgaris
Eucaphila vulgaris là một loài tò vò trong họ Ichneumonidae.